# خلات الزيباري
خلات الزيباري هي لاعبة كرة قدم عراقية وُلدت في 12 أغسطس 1996، وتخصصت في كرة قدم الصالات، وتلعب كحارسة مرمى لفريق نادي الزوراء العراقي لكرة القدم النسائية ومنتخب العراق لكرة القدم للسيدات.

## مسيرتها الرياضية
ولدت خلات الزيباري في العراق في 12 أغسطس 1996، وبدأت تمارس لعبة كرة القدم في سن مبكرة، وانضمت لتلعب في صفوف فريق كرة القدم النسائية في نادي الزوراء الرياضي، ثُم انضمت للمنتخب العراقي لكرة القدم للسيدات، وشاركت مع المنتخب العراقي لكرة القدم النسائية في عام 2017 في خمس مباريات في التصفيات المؤهلة لكأس آسيا لكرة القدم للسيدات لعام 2018، وفي عام 2022 اختارتها الإيرانية شاهيناز ياري مدربة المنتخب العراقي لكرة الصالات للسيدات لتكون ضمن التشكيل الأساسي للمنتخب. شاركت خلات الزيباري مع المنتخب في بطولة اتحاد غرب آسيا لكرة الصالات للسيدات عام 2022، والتي أقيمت في مدينة جدة بالمملكة العربية السعودية، وتوج منتخب العراق لكرة القدم النسائية لأول مرة في تاريخه بعدما تمكن من الفوز على منتخب السعودية للسيدات بنتيجة 4-2. توجت خلات الزيباري مع المنتخب العراقي لكرة القدم النسائية بعدة ألقاب على مستوى كرة القدم وكرة قدم الصالات،